# Президентські вибори в Чехії 2018
Президентські вибори в Чехії проходили 12-13 січня (перший тур) та 26-27 січня 2018 року (другий тур). У п'ятницю виборчі дільниці працювали з 14:00 до 22:00 за місцевим часом, а в суботу проголосувати можна було з 08:00 до 14:00. Попередні підсумки було оприлюднено вже в суботу ввечері.
У зв'язку з тим, що жоден з кандидатів не набрав більшості голосів, другий тур виборів між двома кандидатами — нинішнім Президентом Чехії Мілошем Земаном та Їржі Драгошем буде проходити 26-27 січня 2018 року.
У другому турі перемогу отримав чинний президент Мілош Земан отримав 52,1 %, а його опонент — колишній глав Національної академії наук Їржі Драгош — здобув підтримку 47,9 % виборців. Явка склала 65 % — більше, ніж у першому турі.
Драгош виграв у Земана у чотирьох регіонах, зокрема, у Празі. Земан лідирував у 10 чеських регіонах.
Виборці обирали Президента серед дев'яти кандидатів, які зібрали 50 000 підписів серед населення, 10 підписів сенаторів або 20 підписів членів Палати депутатів парламенту.
Діючий президент Мілош Земан переобрався на другий і останній термін. Інші його основні кандидати — це колишній президент Чеської Академії наук Їржі Драгош, колишній прем'єр-міністр Мірек Тополанек, підприємець Міхал Горачек і колишній посол Павел Фішер..
Опитування, проведені наприкінці 2017 — на початку 2018 років показали, що Мілош Земан, очевидно, отримає найбільшу кількість голосів у першому раунді, а Їржі Драгош, швидше за все, займе друге місце й зустрінеться з ним у другому турі. Пізніші опитування показали, що шанси Земана та Драгоша у другому турі збалансовані. Опитування, що проходили в листопаді і грудні 2017 року виявили, що Мірек Тополанек та Міхал Горачек претендують на право вважати себе третім за силою кандидатом.

## Фон
Колишній прем'єр-міністр Мілош Земан був обраний президентом Чехії в 2013 році, перемігши міністра закордонних справ Карела Шварценберга на перших в історії країни прямих президентських виборах. До 2012 року всі президентські вибори в Чехії були непрямими, а президента обирали в парламенті Чеської Республіки.
Політична система Чеської Республіки є багатопартійною системою. З 1993 року двома найбільшими політичними партіями були Чеська соціал-демократична партія (ČSSD) і Громадянська демократична партія (ОДС). Ця модель змінилася на початку 2014 року, з приходом нової політичної партії ANO 2011, які призвели до послаблення обох основних партій. Аналітичний підрозділ журналу Economist у 2016 році оцінив Чехію як «неповноцінну демократію». Оскільки система у Чехії неодноразово виробляє дуже слабкі уряди (конкретна проблема в тому, що близько 15 % виборців підтримують комуністів, яких, в свою чергу, уникають всі інші політичні сили) постійно йдуть розмови про її зміну, але без особливих шансів реально проштовхувати реформу. Спроба збільшити кількості учасників шляхом включення більш дрібних районів (так званий Метод дОндта) під час «опозиційної угоду» у 1998—2002 роках, був категорично не підтриманий більшістю дрібних партій і заблокований Конституційним Судом. Тому була прийнята лише модифікована форма. Це, однак, не призвело до тупикової ситуації на виборах 2006 року, де обидві сили, розташовані ліворуч та праворуч, отримали рівно 100 місць.
За даними опитувань, проведених у 2016 році, Земан був фаворитом і його шанси на переобрання вважалися високими, хоча було припущення, що кандидатура Земана буде визначатися його здоров'ям. Втім, Земан висунув свою кандидатуру 9 березня 2017 року. Також було припущення, що і соціал-демократи (ČSSD) і ANO 2011 може оголосити про підтримку Земана, але жодна сторона не зробила цього в підсумку. Деякі коментатори припустили, що Земан міг бути обраний в першому турі.
23 серпня 2017 року, спікер Сенату заявив, що перший тур відбудеться 12 і 13 січня 2018 року, а другий тур буде проводиться 26 і 27 січня 2018 року за необхідності. Крайній термін для висування кандидатів був запланований на 7 листопада 2017 року..

## Кандидати
Для того, щоб претендувати на участь у виборах, кандидат має зібрати 50 000 підписів серед громадян або заручитись підтримкою двадцяти депутатів або десяти сенаторів. Кандидати повинні подати заяви та підписи за 66 днів до виборів, за підсумками яких МВС перевіряє зразок підпису.
19 кандидатів презентували себе в якості кандидатів. Однак, тільки дев'ять з них виконали вимоги для реєстрації і стали офіційними кандидатами: Їржі Драгош, Павел Фішер, Петр Ганніг, Марек Гільшер, Міхал Горачек, Їржі Гинек, Вратислав Кульганек, Мірек Тополанек та президент Мілош Земан.

### Офіційні кандидати
Дев'ять кандидатів зібрали необхідну кількість підписів і їх кандидатури були затверджені Міністерством внутрішніх справ. Кандидати перераховуються за номером, призначеним міністерством.:
1. Мірек Тополанек
2. Міхал Горачек
3. Павел Фішер
4. Їржі Гінек
5. Петр Ганніг
6. Вратислав Кульганек
7. Мілош Земан
8. Марек Гілшер
9. Їржі Драгош

## Партійна підтримка

### Їржі Драгош
- Християнсько-демократичний союз — Чехословацька народна партія[23]
- Мери та індивідуали[24].

### Петр Ганніг
- Партія здорового глузду
- Національна демократія (НД)[25]
- Кілька дрібних партій, в тому числі Республіканська партія Чехії Моравії та Сілезії, «Зміна для людей», «Консервативний і соціальний рух», «Чеський рух за національну єдність» та «Партія зелених демократичних партій»[26].

### Їржі Гинек
- Реалісти (REAL)[27]

### Вратислав Кульганек
- Громадянський демократичний альянс (ODA)[28]

### Мірек Тополанек
- Правоцентристська Громадянська Демократична партія (ОДС)
- Фригольдерська партія
- Незначне праве крило Громадянської Консервативної партії (OKS)[29]

### Мілош Земан
- Свобода і пряма демократія[30]
- Партії громадянських прав (SPO)[31].

## Фінансування кампанії
Всі кандидати не повинні витрачати більше, ніж 40 000 000 крон. Кандидати, які проходять у другий тур можуть збільшити свій фонд до 50 000 000 крон (близько 2 300 000 доларів США).
| Кандидат            | Зібрані кошти  | Витрачені кошти | Джерело       |
| ------------------- | -------------- | --------------- | ------------- |
| Їржі Гинек          | 32,500,000 CZK | 36,000,000 CZK  | [ 34 ]        |
| Міхал Горачек       | 26,000,000 CZK | 30,000,000 CZK  | [ 35 ]        |
| Мілош Земан         | 4,500,000 CZK  | 17,000,000 CZK  | [ 34 ]        |
| Вратислав Кульганек | 5,900,000 CZK  | 7,000,000 CZK   | [ 35 ] [ 34 ] |
| Павел Фішер         | 5,300,000 CZK  | 5,300,000 CZK   | [ 35 ] [ 34 ] |
| Мірек Тополанек     | 7,600,000 CZK  | 13,000,000 CZK  | [ 35 ] [ 34 ] |
| Марек Гілшер        | 650,000 CZK    | 400,000 CZK     | [ 35 ] [ 34 ] |
| Їржі Драгош         | 300,000 CZK    | 200,000 CZK     | [ 35 ]        |
| Петр Ганніг         | 3,700 CZK      | 100 CZK         | [ 35 ]        |

## Ймовірність бути обраним
| Дата              | Агентство          | Мілош Земан    | Їржі Драгош        | Мірек Тополанек | Міхал Горачек | Вратислав Кульганек | Павел Фішер | Їржі Гинек | Марек Гілшер | Петр Ганніг | Проведено |     |     |     |
| ----------------- | ------------------ | -------------- | ------------------ | --------------- | ------------- | ------------------- | ----------- | ---------- | ------------ | ----------- | --------- | --- | --- | --- |
| Дата              | Агентство          | 20 грудня 2017 | kdovyhrajevolby.cz | 44.1            | 43.6          | 4.9                 | 5.6         | 0.3        | 0.8          | 0.3         | Проведено | 0.3 | 0.1 | 0.5 |
| 19 грудня 2017    | kdovyhrajevolby.cz | 43.9           | 44.1               | 4.5             | 5.6           | 0.3                 | 0.8         | 0.3        | 0.4          | 0.1         | 0.2       |     |     |     |
| 17 грудня 2017    | Pollster           | 50.0           | 27.0               | 10.0            | 9.0           | 1.0                 | 1.0         | 1.0        | 1.0          | 0.0         | 23.0      |     |     |     |
| 17 грудня 2017    | kdovyhrajevolby.cz | 43.2           | 45.4               | 3.3             | 6.0           | 0.3                 | 0.9         | 0.3        | 0.5          | 0.1         | 2.2       |     |     |     |
| 11 грудня 2017    | kdovyhrajevolby.cz | 44.3           | 42.8               | 4.8             | 6.1           | 0.6                 | 0.6         | 0.3        | 0.4          | 0.1         | 1.5       |     |     |     |
| 9 грудня 2017     | Pollster           | 49.0           | 28.0               | 10.0            | 10.0          | 1.0                 | 1.0         | 1.0        | 1.0          | 0.0         | 21.0      |     |     |     |
| 9 грудня 2017     | kdovyhrajevolby.cz | 44.2           | 42.9               | 4.9             | 6.1           | 0.6                 | 0.6         | 0.3        | 0.4          | 0.1         | 1.3       |     |     |     |
| 7 грудня 2017     | Pollster           | 48.0           | 28.0               | 10.0            | 9.0           | 1.0                 | 1.0         | 1.0        | 1.0          | 0.0         | 20.0      |     |     |     |
| 7 грудня 2017     | kdovyhrajevolby.cz | 43.4           | 43.8               | 5.2             | 5.6           | 0.6                 | 0.6         | 0.3        | 0.4          | 0.1         | 0.4       |     |     |     |
| 5 грудня 2017     | Pollster           | 48.0           | 29.0               | 10.0            | 9.0           | 1.0                 | 1.0         | 1.0        | 1.0          | 0.0         | 19.0      |     |     |     |
| 5 грудня 2017     | kdovyhrajevolby.cz | 43.1           | 43.8               | 5.1             | 5.5           | 0.7                 | 0.6         | 0.4        | 0.4          | 0.1         | 0.7       |     |     |     |
| 3 грудня 2017     | Pollster           | 47.0           | 30.0               | 10.0            | 9.0           | 1.0                 | 1.0         | 1.0        | 1.0          | 0.0         | 17.0      |     |     |     |
| 3 грудня 2017     | kdovyhrajevolby.cz | 43.5           | 43.7               | 5.4             | 5.3           | 0.7                 | 0.6         | 0.4        | 0.4          | 0.1         | 0.2       |     |     |     |
| 1 грудня 2017     | Pollster           | 47.0           | 30.0               | 10.0            | 9.0           | 1.0                 | 1.0         | 1.0        | 1.0          | 0.0         | 17.0      |     |     |     |
| 1 грудня 2017     | kdovyhrajevolby.cz | 43.5           | 43.5               | 5.4             | 5.2           | 0.7                 | 0.6         | 0.4        | 0.5          | 0.1         | 0.01      |     |     |     |
| 30 листопада 2017 | Pollster           | 46.0           | 31.0               | 11.0            | 8.0           | 1.0                 | 1.0         | 1.0        | 1.0          | 0.0         | 15.0      |     |     |     |
| 30 листопада 2017 | kdovyhrajevolby.cz | 44.8           | 42.5               | 5.4             | 5.1           | 0.8                 | 0.6         | 0.4        | 0.4          | 0.1         | 2.3       |     |     |     |
| 29 листопада 2017 | Pollster           | 46.0           | 31.0               | 13.0            | 6.0           | 1.0                 | 1.0         | 1.0        | 0.0          | 0.0         | 15.0      |     |     |     |
| 29 November 2017  | kdovyhrajevolby.cz | 44.4           | 42.7               | 6.5             | 4.3           | 0.7                 | 0.5         | 0.4        | 0.4          | 0.1         | 1.7       |     |     |     |
| 28 November 2017  | Pollster           | 47.0           | 34.0               | 9.0             | 6.0           | 2.0                 | 1.0         | 1.0        | 0.0          | 0.0         | 13.0      |     |     |     |
| 28 November 2017  | kdovyhrajevolby.cz | 43.5           | 42.3               | 7.3             | 4.6           | 0.8                 | 0.6         | 0.4        | 0.5          | 0.1         | 1.2       |     |     |     |
| 24 November 2017  | Pollster           | 43.0           | 32.0               | 17.0            | 6.0           | 2.0                 | 1.0         | 1.0        | 1.0          | 0.0         | 11.0      |     |     |     |
| 24 November 2017  | kdovyhrajevolby.cz | 43.3           | 42.0               | 7.9             | 4.5           | 0.8                 | 0.6         | 0.4        | 0.5          | 0.1         | 1.3       |     |     |     |
| 23 November 2017  | Pollster           | 43.0           | 31.0               | 17.0            | 6.0           | 2.0                 | 1.0         | 1.0        | 1.0          | 0.0         | 12.0      |     |     |     |
| 23 November 2017  | kdovyhrajevolby.cz | 43.3           | 42.0               | 7.9             | 4.5           | 0.8                 | 0.6         | 0.4        | 0.5          | 0.1         | 1.3       |     |     |     |
| 22 November 2017  | Pollster           | 43.0           | 30.0               | 17.0            | 6.0           | 2.0                 | 1.0         | 1.0        | 1.0          | 0.0         | 13.0      |     |     |     |
| 22 November 2017  | kdovyhrajevolby.cz | 42.9           | 41.1               | 8.3             | 4.7           | 0.8                 | 0.6         | 0.8        | 0.7          | 0.2         | 1.8       |     |     |     |
| 21 November 2017  | Pollster           | 44.0           | 30.0               | 16.0            | 6.0           | 2.0                 | 1.0         | 1.0        | 1.0          | 0.0         | 14.0      |     |     |     |
| 21 November 2017  | kdovyhrajevolby.cz | 43.5           | 40.7               | 8.0             | 4.7           | 0.8                 | 0.6         | 0.8        | 0.7          | 0.2         | 2.8       |     |     |     |
| 20 November 2017  | Pollster           | 44.0           | 31.0               | 15.0            | 6.0           | 2.0                 | 1.0         | 1.0        | 1.0          | 0.0         | 13.0      |     |     |     |
| 20 November 2017  | kdovyhrajevolby.cz | 43.7           | 40.7               | 8.0             | 4.6           | 0.8                 | 0.5         | 0.7        | 0.7          | 0.2         | 3.0       |     |     |     |
| 19 November 2017  | Pollster           | 42.0           | 30.0               | 18.0            | 6.0           | 2.0                 | 1.0         | 1.0        | 1.0          | 0.0         | 12.0      |     |     |     |
| 19 November 2017  | kdovyhrajevolby.cz | 43.9           | 40.9               | 7.4             | 4.7           | 0.8                 | 0.6         | 0.7        | 0.7          | 0.2         | 3.0       |     |     |     |
| 18 November 2017  | Pollster           | 42.0           | 30.0               | 18.0            | 6.0           | 2.0                 | 1.0         | 1.0        | 1.0          | 0.0         | 12.0      |     |     |     |
| 18 November 2017  | kdovyhrajevolby.cz | 37.9           | 37.4               | 15.4            | 6.1           | 1.0                 | 0.7         | 0.7        | 0.7          | 0.2         | 0.5       |     |     |     |
| 17 November 2017  | Pollster           | 42.0           | 30.0               | 18.0            | 6.0           | 2.0                 | 1.0         | 1.0        | 1.0          | 0.0         | 12.0      |     |     |     |
| 17 November 2017  | kdovyhrajevolby.cz | 37.9           | 37.4               | 15.4            | 6.0           | 1.0                 | 0.7         | 0.7        | 0.7          | 0.2         | 0.5       |     |     |     |
| 16 November 2017  | Pollster           | 42.0           | 30.0               | 18.0            | 6.0           | 2.0                 | 1.0         | 1.0        | 1.0          | 0.0         | 12.0      |     |     |     |
| 16 November 2017  | kdovyhrajevolby.cz | 37.9           | 37.3               | 15.5            | 6.0           | 1.0                 | 0.7         | 0.7        | 0.7          | 0.2         | 0.6       |     |     |     |
| 15 November 2017  | Pollster           | 42.0           | 30.0               | 18.0            | 6.0           | 2.0                 | 1.0         | 1.0        | 1.0          | 0.0         | 12.0      |     |     |     |
| 15 November 2017  | kdovyhrajevolby.cz | 37.9           | 37.3               | 15.5            | 5.9           | 1.0                 | 0.7         | 0.7        | 0.7          | 0.2         | 0.6       |     |     |     |
| 14 November 2017  | Pollster           | 42.0           | 30.0               | 16.0            | 7.0           | 2.0                 | 1.0         | 1.0        | 1.0          | 0.0         | 12.0      |     |     |     |
| 14 November 2017  | kdovyhrajevolby.cz | 38.1           | 37.2               | 15.5            | 5.9           | 1.0                 | 0.7         | 0.7        | 0.7          | 0.2         | 0.9       |     |     |     |
| 13 November 2017  | Pollster           | 42.0           | 31.0               | 16.0            | 7.0           | 2.0                 | 1.0         | 1.0        | 1.0          | 0.0         | 11.0      |     |     |     |
| 13 November 2017  | kdovyhrajevolby.cz | 38.3           | 37.4               | 14.7            | 6.3           | 1.0                 | 0.7         | 0.7        | 0.7          | 0.2         | 0.9       |     |     |     |
| 12 November 2017  | Pollster           | 42.0           | 31.0               | 16.0            | 7.0           | 2.0                 | 1.0         | 1.0        | 1.0          | 0.0         | 11.0      |     |     |     |
| 12 November 2017  | kdovyhrajevolby.cz | 38.2           | 37.5               | 14.7            | 6.2           | 1.0                 | 0.7         | 0.7        | 0.7          | 0.2         | 0.7       |     |     |     |
| 11 November 2017  | Pollster           | 43.0           | 32.0               | 14.0            | 7.0           | 2.0                 | 1.0         | 1.0        | 1.0          | 0.0         | 11.0      |     |     |     |
| 11 November 2017  | kdovyhrajevolby.cz | 38.4           | 38.0               | 13.8            | 6.3           | 1.1                 | 0.8         | 0.8        | 0.7          | 0.2         | 0.4       |     |     |     |
| 10 November 2017  | Pollster           | 43.0           | 33.0               | 12.0            | 8.0           | 2.0                 | 1.0         | 1.0        | 1.0          | 0.0         | 10.0      |     |     |     |
| 10 November 2017  | kdovyhrajevolby.cz | 39.9           | 38.7               | 11.6            | 6.4           | 1.1                 | 0.8         | 0.8        | 0.7          | 0.2         | 1.2       |     |     |     |
| 9 November 2017   | Pollster           | 44.0           | 34.0               | 11.0            | 8.0           | 2.0                 | 1.0         | 1.0        | 1.0          | 0.0         | 10.0      |     |     |     |
| 9 November 2017   | kdovyhrajevolby.cz | 39.9           | 38.7               | 11.7            | 6.3           | 1.1                 | 0.8         | 0.8        | 0.7          | 0.2         | 1.2       |     |     |     |
| 8 November 2017   | Pollster           | 41.4           | 28.0               | 12.1            | 7.0           | 2.0                 | 1.0         | 1.0        | 1.0          | 0.0         | 13.4      |     |     |     |
| 8 November 2017   | kdovyhrajevolby.cz | 38.8           | 38.9               | 12.5            | 6.2           | 1.1                 | 0.8         | 0.8        | 0.8          | 0.3         | 0.1       |     |     |     |
| 7 November 2017   | Pollster           | 44.0           | 25.5               | 7.4             | 6.9           | Н/Д                 | Н/Д         | Н/Д        | Н/Д          | Н/Д         | 18.5      |     |     |     |
| 7 November 2017   | kdovyhrajevolby.cz | 40.4           | 36.2               | 14.3            | 5.6           | 1.0                 | 0.7         | 0.8        | 0.8          | 0.3         | 4.2       |     |     |     |
| 6 November 2017   | Pollster           | 44.7           | 27.2               | 3.2             | 8.2           | Н/Д                 | Н/Д         | Н/Д        | Н/Д          | Н/Д         | 17.5      |     |     |     |
| 5 November 2017   | Pollster           | 45.8           | 27.9               | 0.6             | 8.4           | Н/Д                 | Н/Д         | Н/Д        | Н/Д          | Н/Д         | 17.9      |     |     |     |

## Хід голосування

### Ексцес під час голосування Земана
У п'ятницю 12 січня 2018 року на виборчій дільниці у Празі, де голосував президент Чехії Мілош Земан, на нього кинулася напівоголена активістка Femen Ангеліна Діаш.
В той момент, коли Земан хотів здійснити своє волевиявлення, вона підхопилася з місця де стояли журналісти, зняла сорочку і з криком «Земан — путінська шльондра!» кинулася на президента. Ця ж фраза була написана у неї на грудях.
Земан похитнувся і мало не впав, однак його підхопив охоронець. Інші охоронці в цей час повалили активістку на підлогу.

## Результати
Після підрахунку голосів у 98,65 % районів на президентських виборах визначились два кандидати, що будуть боротись за голоси виборців у другому турі. Це чинний глава Чехії Мілош Земан, який набирає 38,84 % голосів, та Їржі Драгош — 26,47 %. Третій у гонці — Павел Фішер з 10,17 % голосів.
Всього взяло участь в голосуванні 61,82 % виборців.
| Кандидат                            | Кандидат                            | Партія                              | Перший раунд | Перший раунд | Другий раунд | Другий раунд |
| Кандидат                            | Кандидат                            | Партія                              | Голосів      | %            | Голосів      | %            |
| ----------------------------------- | ----------------------------------- | ----------------------------------- | ------------ | ------------ | ------------ | ------------ |
|                                     | Мілош Земан                         | Партія цивільних прав               | 1 985 547    | 38,56        | 2 853 390    | 51,37        |
|                                     | Їржі Драгош                         | Незалежний                          | 1 369 601    | 26,60        | 2 701 206    | 48,63        |
|                                     | Павел Фішер                         | Незалежний                          | 526 694      | 10,23        |              |              |
|                                     | Міхал Горачек                       | Незалежний                          | 472 643      | 9,18         |              |              |
|                                     | Марек Гілшер                        | Незалежний                          | 454 949      | 8,83         |              |              |
|                                     | Мірек Тополанек                     | Незалежний                          | 221 689      | 4,30         |              |              |
|                                     | Їржі Гинек                          | Реалісти                            | 63 348       | 1,23         |              |              |
|                                     | Петр Ганніг                         | Партія здорового глузду             | 29 228       | 0,56         |              |              |
|                                     | Вратислав Кульганек                 | Громадянський демократичний альянс  | 24 442       | 0,47         |              |              |
| Недійсні / незаповнені бюлетені     | Недійсні / незаповнені бюлетені     | Недійсні / незаповнені бюлетені     | 29 097       | –            | 13 031       | –            |
| РАЗОМ                               | РАЗОМ                               | РАЗОМ                               | 5 177 238    | 100          | 5 567 627    | 100          |
| Зареєстровані виборці / голосування | Зареєстровані виборці / голосування | Зареєстровані виборці / голосування | 8 366 433    | 61,92        | 8 362 987    | 66,60        |
| Джерело: Вибори                     |                                     |                                     |              |              |              |              |